# Ренато Бузо
Ренато Бузо (італ. Renato Buso, нар. 19 грудня 1969, Тревізо) — італійський футболіст, що грав на позиції півзахисника, нападника. По завершенні ігрової кар'єри — футбольний тренер.
Виступав, зокрема, за клуби «Ювентус» та «Наполі», а також олімпійську збірну Італії.

## Клубна кар'єра
Народився 19 грудня 1969 року в місті Тревізо. Вихованець футбольної школи клубу «Монтебеллуна», де і розпочав професійну кар'єру в Серії С2.
Своєю грою за цю команду привернув увагу представників тренерського штабу клубу «Ювентус», до складу якого приєднався 1985 року. Відіграв за «стару сеньйору» наступні чотири сезони своєї ігрової кар'єри. За цей час виборов титул чемпіона Італії, проте протягом всього часу був лише запасним форвардом: спочатку для Альдо Серени, потім для Іана Раша, а з 1988 року — для Алессандро Альтобеллі, проте в основі так і не зміг закріпитись.
1989 року Бузо перейшов в «Фіорентину», проте і тут не був основним гравцем, програвши конкуренцію Роберто Баджо, а після його відходу і аргентинському форварду Оскару Дертічія. Незважаючи на це Бузо зіграв у фіналі Кубка УЄФА проти свого колишнього клубу «Ювентуса» і навіть забив гол, проте команда програла 1:3. А наступного року Ренато взяв участь у матчі на Суперкубок Італії проти столичної «Роми» і допоміг своїй команді здобути трофей.
1991 року Бузо за 4,6 млрд. лір перейшов до «Сампдорії», щоправда і тут був лише на заміні у легенд клубу Джанлуки Віаллі та Роберто Манчіні.
1993 року уклав контракт з клубом «Наполі», яке заплатило за гравця 3,5 млрд. лір. У складі неаполітанців провів наступні три роки своєї кар'єри гравця. Більшість часу, проведеного у складі «Наполі», був основним гравцем команди.
У сезоні 1996/97 грав за «Лаціо», після чого грав за «П'яченцу» та «Кальярі».
Завершив професійну ігрову кар'єру у клубі «Спеція», за команду якого виступав протягом 2001–2004 років у Серії С1.

## Виступи за збірні
Протягом 1987–1992 років залучався до складу молодіжної збірної Італії. Разом з командою брав участь у молодіжних Євро-1990, де команда дійшла до півфіналу, та Євро-1992, на якому Бузо забив в обох півфінальних матчах та у фінальній грі і приніс італійцям перемогу на турнірі, а сам з трьома голами став найкращим бомбардиром змагання. Всього на молодіжному рівні зіграв у 25 офіційних матчах, забив 9 голів.
1992 року захищав кольори олімпійської збірної Італії на футбольному турнірі Олімпійських ігор 1992 року у Барселоні, де дійшов з командою до чвертьфіналу.

## Кар'єра тренера
Розпочав тренерську кар'єру відразу ж по завершенні кар'єри гравця, 2004 року, увійшовши до тренерського штабу «Спеції», де працював два роки.
2006 року очолив клуб «Сарцанезе» з Серії D, де пропрацював один рік, після чого повернувся до штабу «Спеції».
З 2008 по 2011 рік працював з молодіжною та дублюючою командою «Фіорентини» і виграв з нею в 2011 році молодіжний кубок Італії.
20 червня 2011 року Бузо залишає «Фіорентину» і 17 листопада стає головним тренером клубу «Гаворрано», де працював до 14 квітня 2013 року, після чого покинув клуб через незадовільні результати.
12 листопада 2013 він увійшов до штабу «К'єво» в ролі технічного консультанта головного тренера Еудженіо Коріні, разом з яким і покинув клуб наступного року.

## Титули і досягнення

### Як гравця
- Чемпіон Італії (1):

«Ювентус»: 1985-86
- Володар Суперкубка Італії (1):

«Сампдорія»: 1991
- Чемпіон Європи (U-21) (1):

Італія: 1992
- Найкращий бомбардир Чемпіонату Європи (U-21): 1992
- Найкращий гравець Чемпіонату Європи (U-21): 1992